# Marcin Stec
Marcin Stec (ur. 25 września 1980 w Bolesławcu) – polski aktor filmowy i teatralny.
W 2003 roku ukończył studia aktorskie na PWST w Krakowie. W latach 2004–2017 związany był z Teatrem Ludowym w Krakowie. Występował w teatrach: Starym w Krakowie, Śląskim w Katowicach, im. Słowackiego w Krakowie i PWST w Krakowie.

## Filmografia
- 2004: Pensjonat pod Różą − jako Rafał Kuźmiuk (odc. 26)
- 2004: Karol. Człowiek, który został papieżem − jako Stefan Bojko
- 2005: Metanoia − jako żołnierz
- 2005: Bulionerzy − jako Krzysiek Balcer, chłopak Sylwii (odc. 42 i 43)
- 2010: Na Wspólnej − jako Remik, były narzeczony Irminy i sprawca wypadku Igora Nowaka
- 2012: Pierwsza miłość − jako Stan Wielkopolski
- 2006–2007: M jak miłość − jako Marcin Sadowski
- 2007–2008: Plebania − jako Janka Bykau
- 2007: Tajemnica twierdzy szyfrów
- 2007: Łódka − jako kolega Jacka
- 2007: Mamuśki − jako Januszek (odc. 6)
- 2008: Mała Moskwa − jako pilot francuski (odc. 8)
- 2009: Sprawiedliwi − jako urzędnik w biurze ewidencji ludności (odc. 3 i 4)
- 2009: Londyńczycy 2 − jako Marek (odc. 14)
- 2011: Szpilki na Giewoncie − jako strażnik miejski (odc. 31)
- 2011: Listy do M. − jako Tomek partner Wladiego
- 2011: Przepis na życie − jako podrywacz z Centrum Handlowego (odc. 9)
- 2012: Julia − jako Kamil, partner Maćka
- 2012: Supermarket − jako złodziej
- 2012: Przyjaciółki − jako detektyw
- 2012: Hotel 52 − jako ksiądz Bartek Warzecha (odc. 72)
- 2012: Czas honoru − jako żołnierz w szpitalu (odc. 61-63)
- 2013: Prawo Agaty − jako Piotr Czajka (odc. 42)
- 2013: Na dobre i na złe − jako Leo (odc. 522)
- 2014: Komisarz Alex − jako Norbert Malicki (odc. 64)
- 2017: Katarzyna (ros. Екатерина) − jako Stanisław August Poniatowski
- 2018–2021: Leśniczówka jako Marek Miros
- 2018: Kobiety mafii jako Rafał Konarski, mąż „Beli” (odc. 1-2)
- 2018: Twierdza Badaber (ros. Крепость Бадабер) jako żołnierz amerykański
- 2019–2020: Barwy szczęścia jako Maksymilian Szubert
- 2020: Komisarz Alex jako Robert Badyra (odc. 175)
- 2020: Chyłka. Rewizja jako lekarz (odc. 2)
- 2021: Klangor jako lekarz Damian (odc. 2)
- 2022: Śubuk jako policjant
- 2022-2024: Sługa narodu jako urzędnik Wróbel
- 2023: Morderczynie jako Olgierd, mąż Ewy (odc. 1-2, 4-6)
- 2023: #Bringbacklife jako tata Alicji (odc. 1-3, 5-6)
- 2024: Przyjaciółki jako stomatolog Ignacy Matuszkiewicz (odc. 273-278)
- 2024: Ojciec Mateusz jako Adam Karaś (odc. 405)

### Role teatralne
- 2009 – Pół żartem, pół sercem
- 2008 – Kupiec Wenecki
- 2007 – Błysk Rekina
- 2006 – Bajzel
- 2005 – Ryszard III
- 2005 – Proces
- 2005 – Obrażanie widzów
- 2005 – Korek
- 2005 – Apokalipsa homara
- 2005 – Ksiądz Marek
- 2004 – Królowa Śniegu
- 2004 – Tango
- 2003 – Kaligula
- 2003 – Kształt rzeczy
- 2002 – Szewcy
- 2002 – Zima pod stołem
- 2002 – Po deszczu
- 2001 – Abelard i Heloiza
- 2000 – Woyzek

### Polski dubbing
- 2005: Karol. Człowiek, który został papieżem